# 国語入試問題必勝法
『国語入試問題必勝法』（こくごにゅうしもんだいひっしょうほう）は、清水義範が1987年に発表した短編小説。また、同年に講談社から出版された表題作を含む短編集（第9回吉川英治文学新人賞を受賞）も同タイトルである。ここでは前者について述べる。
関西テレビが岸部一徳主演でドラマ化している（放映時期は不明だが、1987年とする資料もある）。
2000年1月時点で、短編集『国語入試問題必勝法』の単行本は7万7000部、文庫本は20刷・28万部を発行している。
2009年に筑摩書房から出版された『インパクトの瞬間――清水義範パスティーシュ１００　二の巻』に再録。

## 概要
『小説現代』（講談社）1987年3月号に「入試国語問題必勝法」として発表。国語が不得意な受験生の浅香一郎（あさかいちろう）に、家庭教師の月坂（つきさか）が、現代文の問題の解き方を教えるという物語である。
この作品中で月坂が述べる解法について、作者は、小説集のあとがきで「虚構」だと述べている。また、翌年に発表したエッセイ「我が『必勝法』と共通一次試験国語問題」（講談社刊『パスティーシュと透明人間』所収）において、「出鱈目必勝法」だと書いている。彼はエッセイの中で、未読の読者のために、自ら、必勝法のいくつかを明かしている。ここではそれらについて触れる。
大、小、展、外、誤
「内容に最も近いもの」を4つないしは5つの選択肢から選ばせる問題を解くための方法。選択肢は、本文に書かれてある内容を一般論に拡大したもの（大）、本文の一部だけをとったもの（小）、本文の論理を展開したもの（展）、本文の内容と少しずれているもの（外）、単純に間違っているもの（誤）から成り、正解は「外」にあるというもの。
長短除外の法則
問題文を読まずに正解を見つけるための第一の方法。選択肢のうち、文章が一番長いもの、一番短いものは正解ではない（ため、除外してよい）。
正論除外の法則
第二の方法。正論のようなものが書かれている選択肢ははずしてよい。
作者は後日、1988年度大学共通一次試験の「現代文」の問題において、「長短除外の法則」を検証している。その結果、11問中8問がこの法則に当てはまったとしている。

## 英訳
アルフレッド・バーンバウムによる英訳版 "Japanese Entrance Exams for Earnest Young Men" は、1991年に講談社インターナショナルから出版されたアンソロジー『現代ニッポン短編小説集 / Monkey brain sushi : New tastes in Japanese fiction』に収録された。

## 派生作品
志名坂高次の漫画『受験の帝王』は、著者からの了承を得た上でこの作品を原案を元に描かれた。